# Contralbero

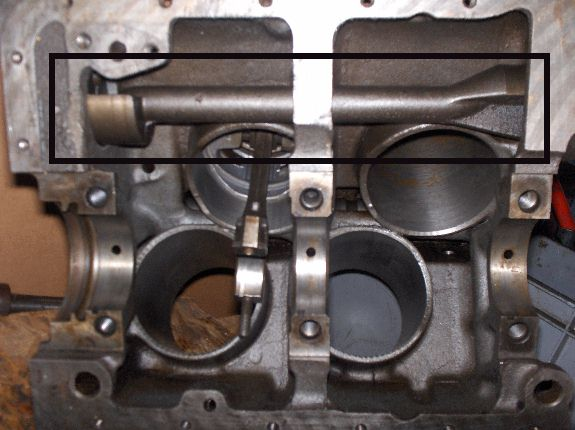
Contralbero, evidenziato dal rettangolo nero

Il contralbero, o albero d'equilibratura, a volte chiamato anche vibrodina, è un componente del motore utile per ridurre le vibrazioni provocate dal suo squilibrio, che genera delle forze alterne del secondo ordine e delle forze d'inerzia. Il contralbero, limitando le vibrazioni, riesce ad allungare la vita, migliorare le prestazioni del motore e il comfort del pilota.

## Causa delle vibrazioni
Le vibrazioni principali del motore non sono dovute alla combustione della miscela nei cilindri, anche nel caso in cui il monoblocco del propulsore sia particolarmente rigido e non sono causate neppure dalla rotazione dell'albero motore, che è equilibrato con appositi contrappesi o forme particolari (a meno che non sia studiato assieme al contralbero o meno per equilibrare le forze che generano le vibrazioni), ma sono determinate invece dal movimento alterno dei pistoni che accelerano sotto la spinta del gas, rallentando bruscamente e riprendendo velocità invertendo il loro senso di marcia.

A ognuno di questi cambiamenti di velocità corrisponde una spinta sull'albero motore che tende a scuotere il blocco: per esempio, durante la fase di espansione (quando i gas combusti aumentano repentinamente pressione e spingono le pareti del cilindro), il pistone, "sparato" via come un proiettile, trasmette la sua spinta al sistema biella-manovella, che la supporta trasmettendola a sua volta come momento angolare sull'albero a gomiti. I pistoni adiacenti, invece, possono trovarsi in fase di compressione (fase precedente e di lavoro opposto a quella di espansione) dove la biella anziché ricevere forze, si ritrova a dover esercitare una forza opposta, spingendo l pistone dentro il cilindro (con una discreta forza) per comprimere i gas freschi aspirati combustibile/comburente (questa, tra le 'fasi passive', è quella che richiede più energia). Oppure nelle fasi di scarico e aspirazione, dove l'energia assorbita è di minore entità, detta "lavoro di pompaggio". Ognuno di questi repentini cambi di direzione e accelerazione dei complessi biella-pistone provoca vibrazioni al complesso del motore, ecco perché il propulsore viene agganciato al corpo della vettura con supporti elastici che smorzano (ma non annullano), il disturbo delle vibrazioni.
Il pistone provoca le scosse più violente quando inverte il senso di marcia: in ogni istante del suo movimento, però disturba l'equilibrio del sistema perché non è mai fermo o a velocità costante: è infatti sempre in una fase di accelerazione o di rallentamento che genera a sua volta una spinta sul blocco.

Partendo ad esempio dal punto morto superiore (PMS), cioè dal punto in cui il pistone arresta la sua corsa verso l'alto e supponendo che il motore giri a velocità costante, il pistone ha una velocità intensa a circa la metà della sua corsa (quando si trova a metà tra i due punti morti, leggermente spostato verso il punto morto superiore, questo dipende dalla lunghezza della biella rispetto alla manovella), seguita da una fase lenta all'avvicinarsi del punto morto, ma per quanto riguarda l'accelerazione del pistone si hanno i valori massimi ai punti morti ed è nulla quando si trova a metà della sua corsa (dove si ha la velocità massima), queste accelerazioni tanto sono accentuate e tanto maggiore sarà la forza d'inerzia (dipende anche dalla massa in movimento alternativo, pistone in primis) e la vibrazione.
Questa disparità di velocità e di accelerazioni e la conseguente disuguaglianza delle forze d'inerzia rendono necessario equipaggiare con alberi speciali di equilibratura (detti appunto "controalberi") anche motori ben equilibrati come il diffusissimo "quattro cilindri in linea", in cui due pistoni salgono mentre altri due scendono, si ha un equilibrio perfetto per quanto riguarda le forze di prim'ordine, ma si generano comunque sia forze di secondo ordine.

Il disturbo in questo caso è cancellato creandone uno uguale e contrario, per esempio facendo ruotare due alberi di masse eccentriche a velocità di rotazione doppia e che ruotano in senso opposto tra loro.

Per evitare l'uso di questo contralbero nei motori pluricilindrici equilibrati alle forze di prim'ordine (con due cilindri o più), si dovrebbe usare un albero a gomiti con una manovella per pistone ed equamente sfalsate tra loro lungo tutto l'albero motore (ne è un esempio tipico il motore Boxer e i tricilindrici), come nel caso di un motore quadricilindrico con albero motore a crociera, il che permette anche una rotazione più costante del motore, ma richiede una maggiore resistenza dell'albero motore.

Nel caso dei motori in linea bicilindrici, questi potrebbero essere perfettamente equilibrati per le forze di secondo ordine, ma potrebbe comunque sia verificarsi una forza o coppia laterale (ai lati dell'albero motore), data dalla posizione affiancata dei pistoni, dove portano ad alzare un lato dell'albero motore ed abbassare l'altro, il che eviterebbe la forza di vibrazione dall'alto verso il basso, ma genera una forza di rotazione del motore, al quale si può contrastate utilizzando un contralbero.

## Tipo di vibrazioni
Le vibrazioni generate nei motori a moto alternativo possono essere di diverso tipo:
- Forze di prim'ordine: le forze di primo ordine sono quelle causate dall'inerzia degli organi in movimento alternativo, in particolar modo il pistone, un altro componente che determina questa forza è la biella, queste forze sono quelle di maggiore impatto nella generazione delle vibrazioni e si sviluppano lungo la corsa del pistone, seguendo il verso del pistone stesso e assumendo la massima forza ai PMS e PMI, in caso di motori pluricilindrici, queste forze devono essere sommate tramite il metodo del "parallelogramma delle forze".
- Forze di second'ordine: hanno un modulo della forza pari a circa 1/3 rispetto alle forze di prim'ordine, ma una frequenza doppia, corrispondenti alla rotazione del motore, queste forze si sviluppano lungo la corsa del pistone, assumendo ampiezza (modulo) massima al PMS, PMI e a metà della corsa, con il vettore forza diretto al PMS quando il pistone si trova al PMS e PMI, mentre assume il verso opposto quando il pistone si trova a metà della corsa, in caso di motori pluricilindrici, queste forze devono essere sommate tramite il metodo del "parallelogramma delle forze".

## Funzionamento
Un contralbero è concepito per vincere le forze d'inerzia di prim'ordine e second'ordine, ma ogni singolo contralbero può intervenire su un singolo ordine, inoltre a seconda del motore può essere necessario un diverso funzionamento e azionamento del contralbero; in particolare nei motori monocilindrici è possibile utilizzare un contralbero che per correggere le forze di prim'ordine ruota alla stessa velocità dell'albero motore e, dato che in questo caso il suo funzionamento è coadiuvato dall'albero motore (albero motore sbilanciato per correggere parte della vibrazione), ruoterà in senso opposto ad esso, e poiché il pistone svilupperà una vibrazione verso il basso e verso l'alto (cresce e decrescerà raggiungendo il massimo ai punti morti e il minimo a metà della corsa), un contralbero svilupperà una forza che ruoterà sull'asse dello stesso.

Nei bicilindrici a V di 90° con i pistoni mossi dalla stessa manovella si genererà una vibrazione di prim'ordine caratterizzata da una forza costante e che ruoterà sincrona al motore, in questo caso è possibile usare solo l'albero motore o agire tramite un contr'albero che ruoterà nello stesso verso e con la stessa velocità del motore.
Una forza di second'ordine si svilupperà invece sempre lungo una linea che corre lungo la corsa del pistone, con una intensità di molto minore di quella del prim'ordine, ma con velocità doppia, quindi per la correzione richiederà contralberi meno squilibrati, ma fatti ruotare con rotazione doppia oppure una particolare configurazione del motore.

## Forma
Il contralbero non è altro che un albero che ruota tra due cuscinetti di supporto (posti alle estremità), munito di una massa eccentrica, la quale gli conferisce la funzione di albero equilibratore.

### Accorgimenti
Dato che il contralbero è posizionato nel carter e quasi sempre è a bagno nell'olio assieme al cambio, la sua forma fa sì che con la rotazione, vada a sbattere e muovere l'olio, creando una dispersione d'energia e mutando la sua azione antivibrante, quindi sarà necessario vestire tale contralbero con un cilindro e chiudere le estremità, facendo rimanere l'olio al di fuori di tale rivestimento, in modo che scivolando sulla superficie del cilindro, l'olio non interferisca né con il suo ruotare ne sulla sua azione antivibrante.

## Numero di masse
Il sistema antivibrante, quando è presente, generalmente è formato da un solo elemento, che nel caso dei monocilindrici invece di ruotare nello stesso verso del motore ruota nel senso opposto, perché viene coadiuvato dall'albero motore, ma in alcuni casi, come nei motori per mezzi più costosi e destinati a un acquirente attento alle vibrazioni e comfort di guida, si possono avere anche due contralberi, dove un contralbero vince le forze del 2º ordine, mentre l'altro le vibrazioni date per inerzia dei componenti a movimento lineare (pistone), volendo si possono utilizzare un numero ancora superiore di contralberi, ma generalmente risulta essere troppo costoso e con vantaggi troppo limitati, preferendo utilizzare anche l'albero motore come parte attiva per contrastare le vibrazioni.

## Azionamento
Il contralbero può essere azionato in vari modi:
- Cinghia dentata, è la maggiore silenziosità del sistema
- Catena, si ha un collegamento più flessibile, il quale permette posizioni più consone
- Cascata d'ingranaggi, risulta leggermente più complesso da utilizzare, ma garantisce maggiore sicurezza, dato che può garantire una maggiore resistenza agli sforzi

## Vantaggi & Svantaggi
La necessità di ricorrere a questo accorgimento, porta ad avere come svantaggio:
- Maggior costo
- Maggior ingombro
- Maggior peso

Mentre come vantaggi si ha:
- Comfort: le vibrazioni del motore sono fastidiose, soprattutto quelle che scorrono in senso verticale.

## Alternative
Il contralbero perde la sua importanza quando il motore diventa più frazionato, perché maggiore è il numero di cilindri e meno c'è necessità di contralberi visto che i pistoni sono più piccoli e perché, studiando opportunamente la disposizione e la sequenza dei loro movimenti, si può arrivare a una perfetta compensazione interna, come avviene per il "sei cilindri in linea" che non presenta questi problemi.
In alternativa può essere impiegato un falso pistone, dove viene predisposto un pistone che viene utilizzato solo per equilibrare il motore, altra soluzione consiste nel sistema a batacchio, dove si ha sempre un sistema biella manovella, ma che in questo caso agisce su una leva, questo permette di non dover dedicare un cilindro per il sistema d'equilibratura.